# Georges Colle
Georges Alfred Louis Marie Colle (Tielt, 14 december 1883 - aldaar, 16 juli 1955) was een kanunnik uit het Bisdom Brugge. Hij was de broer van René Colle, burgemeester van Tielt en de oom van Henry Colle. 
Hij besloot zijn studies en doctoreerde in Leuven in de Letteren.  Hij werd benoemd tot aalmoezenier van het Belgische hof, en verzorgde in de periode 1934-1951 de liturgie voor de koninklijke familie. Ook het begin van de koningskwestie maakte hij mee. Door de paus werd hij verheven tot huisprelaat op 29 oktober 1934.

## Eretekens
- Leopoldsorde: Ridder
- Orde van Leopold II: Commandeur.